# Lars Roberg
Lars (Laurentius) Roberg (Estocolmo, 24 de janeiro de 1664 — Uppsala, 21 de maio de 1742) foi um médico e anatomista sueco.